# Герб Феодосии
Герб Феодосии — один из официальных символов города Феодосия, наряду с флагом. Символика города прослеживается со средневековья, современный герб ведёт своё начало с 1844 года, в современном виде утверждён Решением Феодосийского городского Совета №567 от 29 апреля 2016 года. Герб внесён в Государственный геральдический регистр Российской Федерации под регистрационным номером 11003.

## Описание и обоснование символики
Геральдическое описание (блазон) гласит:
В лазоревом поле, с выщербленной пересечённой серебром и червленью (красным) оконечностью, вверху — цветной государственный орёл Российской империи (образец „второго типа“ 1830-х годов), внизу — поставленная на червлень в оконечности червлёная круглая зубчатая башня, мурованная чёрным, с закрытыми воротами и чёрным крестообразным окном над ними, из-за которой влево выходит на одну треть (до передней мачты) серебряный парусный корабль с убранными парусами.
Герб может воспроизводиться со статусной короной установленного образца и знаком города воинской славы — двумя скрещёнными серебряными мечами с золотыми рукоятями.
За основу герба взят исторический герб Феодосийского уезда Таврической губернии, утверждённый императором Николаем I в 1844 году. Красная башня напоминает о достопримечательности города Феодосии — генуэзской башне и старинной генуэзской колонии на территории нынешней Феодосии; корабль, цвет щита и форма оконечности напоминают о приморском положении и исключительном значении мореплавания для развития города и окрестностей, российский двуглавый орёл — знак особого высочайшего благоволения, которого Феодосия была удостоена в уважение её выдающихся заслуг перед Россией и Крымом.
Серебро — символ чистоты, открытости, божественной мудрости, примирения. Золото — символ высшей ценности, величия, великодушия, богатства, солнечного света. Лазурь символизирует возвышенные устремления, честь, преданность, истину, добродетель. Червлень символизирует храбрость, мужество, любовь, великодушие, а также кровь, пролитую в борьбе. Чёрный цвет символизирует благоразумие, мудрость, скромность, честность.

## История

### Герб генуэзской Каффы

Средневековый герб Каффы

Официально статус города Каффа получила в 1322 году от папы римского Иоанна XXII. В период господства в Крыму генуэзцев Каффа поддерживала союзнические отношения с золотоордынскими ханами. В это время на закладных строительных плит, которые монтировались в стены наиболее значимых оборонительных и гражданских сооружений, изображались различные гербы. Эти плиты непременно включали в себя, помимо памятных строительных надписей, изображение равноконечного латинского креста (герба Генуи), татарской тамги с полумесяцем, а также подобающие каждому случаю личные геральдические символы консулов Каффы и других знатных должностных лиц.
Татарская тамга с полумесяцем — знак, совпадающий (за исключением некоторых деталей) с изображениями на ряде монет Золотой Орды (т.н. «тамга Менгу-Тимура»). Во многих исследованиях татарская тамга с полумесяцем фигурирует как «герб генуэзской Каффы», но окончательно данный вопрос не решён.

### Герб 1811 года

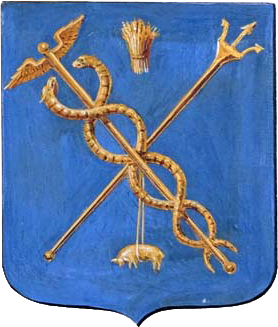
Герб Феодосии 1811 года

Первый герб Феодосии утверждён 11 мая 1811 года:
В щите, имеющем голубое поле, крестообразно изображены: трезубец Нептуна и жезл Меркурия; в заглавии щита хлебный сноп, а в подножии — золотое руно
Трезубец Нептуна свидетельствует о расположении города у моря. Кадуцей — жезл, обвитый двумя змеями — принадлежит Меркурию, в древнеримской мифологии богу торговли. Руно изображено как овечья шкура, в знак того, что жители издавна занимались овцеводством. Расположенный в верхней части геральдического щита хлебный сноп говорит о распространённом в уезде хлебопашестве.

### Герб 1844 года

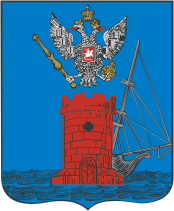
Герб Феодосии 1844 года

Оба дореволюционных герба Феодосии характеризовали город как крупный морской торговый порт. Новый герб Феодосии был утверждён 17 ноября 1844 года законом № 18690 вместе с другими гербами Таврической губернии:
В голубом поле, вверху, чёрный Российский орел, внизу красная Генуэзская башня, с серебряным кораблем носом, в воспоминание древнего пребывания там генуэзцев и древней значительной торговли Феодосийского порта»

### Проект герба 1875 года
Проект герба Феодосии 1875 года: 
В лазоревом щите золотые деревянные ворота, над ними золотая бычья голова с лазурными глазами.
В вольной части герб Таврической губернии, за щитом якоря, соединенные Александровской лентой

### Герб 1967 года

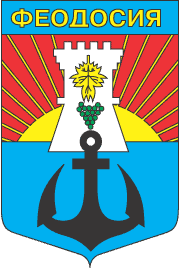
Герб Феодосии 1967 года

К празднованию 2500-летия города в 1967 году был объявлен общекрымский конкурс на лучший герб Феодосии, в котором приняли участие более 40 человек. 14 декабря 1967 года был утверждён герб, автор которого был С. И. Малышев.
«Герб выполнен в виде щита, символизирующего границу нашего государства. Вверху название города. На фоне восходящего солнца — символа восточного побережья Крыма — красного цвета небо — символ больших революционных традиций города, древняя башня, говорящая о большой истории города (в 1971 году город отмечал 2500 лет). На фоне башни гроздь винограда, символизирующая винодельческий район, в котором расположен город. Внизу на фоне моря якорь, говорящий о том, что город морской, портовый».
На гербе города изображена самая большая и наиболее уцелевшая башня Константина, находящаяся на набережной, недалеко от здания железнодорожного вокзала.

### Герб 2005 года

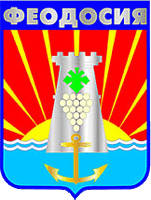
Герб Феодосии 2005 года

Решением 39-й сессии городского совета 4-го созыва от 30 июня 2005 года утверждено следующее описание герба:
«Герб представляет собой щит, где в красном поле золотое солнце, появляющееся из-за шиповидного края, с девятью лучами. Вверху надпись — „Феодосия“. Синий край отделён серебряным шиповидным поясом, на котором узкий синий шиповидный пояс. Поверх всего серебряно-серая крепостная башня, на которой жёлтая гроздь винограда с одним зелёным листком. Под башней золотой адмиралтейский якорь, который частично наложен на её основание».

### Современный герб
29 апреля 2016 года решением 47-й сессии Феодосийского горсовета 1 созыва (избранного после аннексии Крыма Россией) герб 2005 года был отменён и вместо него утверждён современный герб.